# 昆古爾區

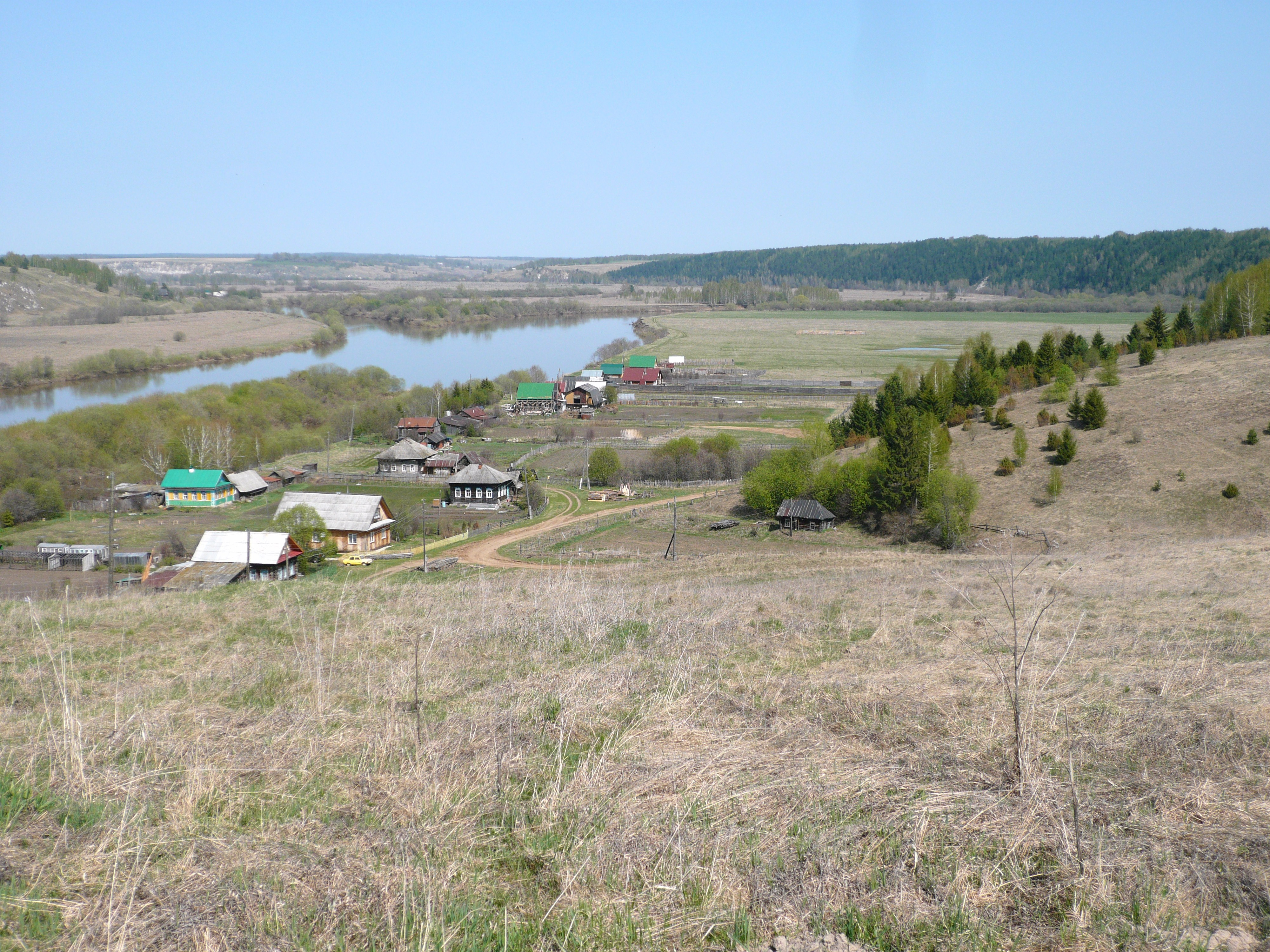

57°26′02″N 56°56′55″E / 57.43389°N 56.94861°E
昆古爾區（俄语：Кунгурский район），是俄羅斯的一個區，位於該國中西部，由彼爾姆邊疆區負責管轄，始建於1923年11月，面積4,416平方公里，2010年人口42,450，人口密度每平方公里9.61人。